# 천재소년 지미 뉴트론

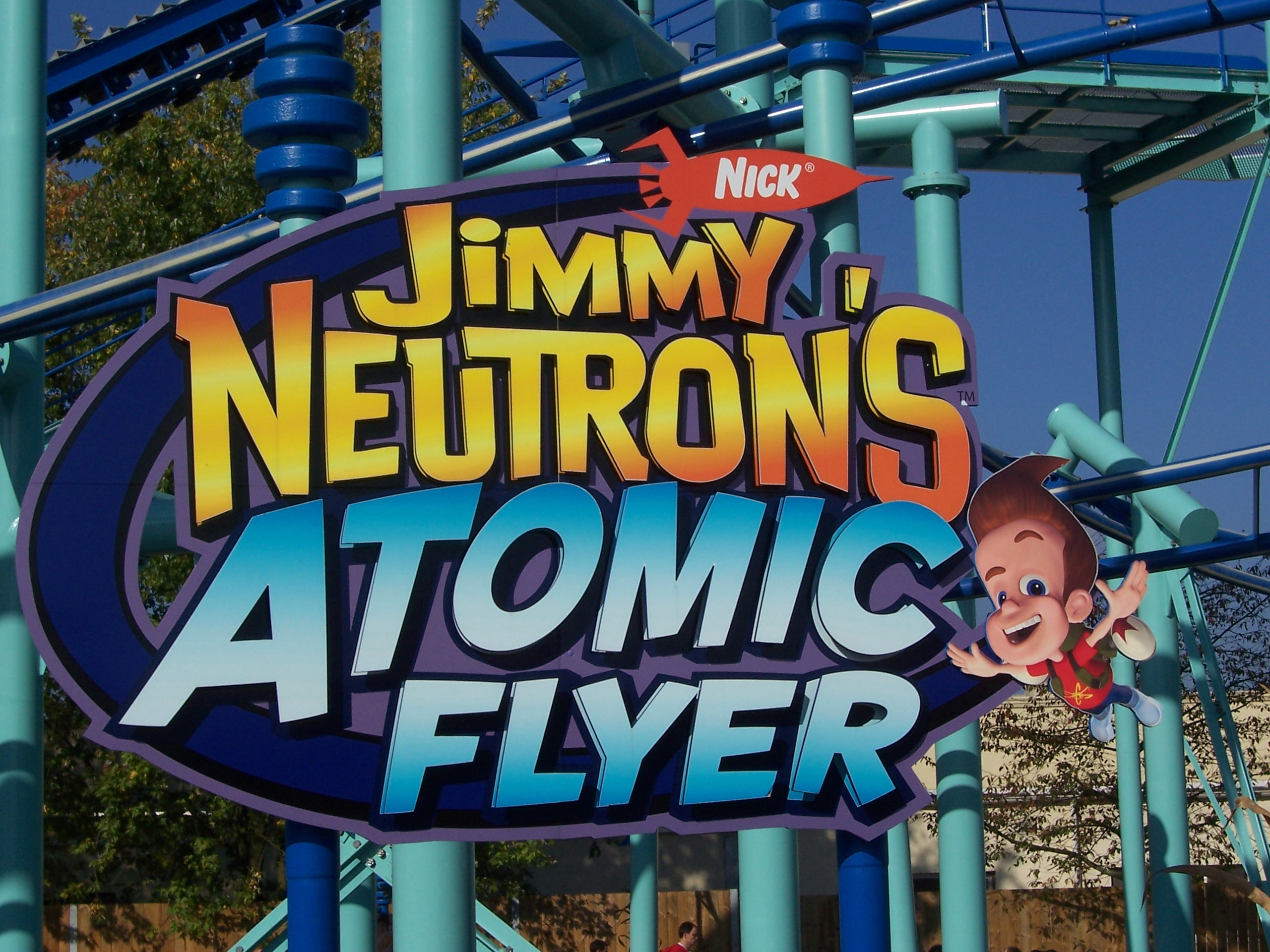

《천재소년 지미 뉴트론》(영어 원제: The Adventures of Jimmy Neutron: Boy Genius)은 미국의 애니메이션 시리즈이다. 천재 소년 지미 뉴트론과 친구들의 이야기를 그린 과학적 교육 애니메이션이다. 대한민국에서는, 과거 MBC에서 방영된 적이 있으며, JEI 재능 TV에서 MBC 방영분을 재방송해주었다. 이전에 카툰 네트워크와 애니맥스에서 방영되기도 하였다. 2007년부터 2014년까지는 니켈로디언 코리아에서 직접 더빙하여 방영하였다.

## 등장인물
- 지미 뉴트론

성우: 데비 데리베리/정미숙, 윤성혜 (MBC)/시라이시 료코
레트로빌에 사는 뉴트론 가문 중에서도 낮은 확률로 선택받는 천재 유전자를 이어 받아 탄생한 소년.
- 고다드

성우: 프랭크 웰커
지미의 발명품중의 하나인 로봇.
- 칼 위저

성우: 롭 폴슨/민지, 이미자 (MBC)/우에다 키쿠미
지미, 쉰과는 베프로 지미의 실험을 모르모트역을 하며 도와준다.
- 쉰 에스테베즈

성우: 제프리 가르시아/임주현, 배정민 (MBC)/누마타 유스케
지미의 또다른 친구로, 슈퍼 드래곤이라는 만화를 좋아하는 양덕후 초딩.
- 신디 볼텍스

성우: 캐럴린 로런스/채의진&윤미나, 박선영 (MBC)/아사노 마스미
맨날 지미가 허세를 부릴 때마다 지미를 잘난체 씨, 큰바위얼굴, 돌트론등으로 부르며 츳코미를 걸지만 지미 뉴트론과 갖가지 일을 겪으며 점점 사이가 가까워진다.
- 리비 폴팩스

성우: 크리스탈 스케일스/채의진, 김서영 (MBC)/히노 미호
신디의 단짝 친구로 힙합이나 펑크 음악을 듣는 것을 좋아하는 흑인소녀.

## 에피소드 목록
- 시즌 1
  - 1. 바지의 습격을 막아라
  - 2. 천재는 괴로워/초콜릿 팔기 대작전
  - 3. 지미에게 동생이 생겼어요/현대로 온 에디슨
  - 4. 아기가 된 할아버지/부자가 되고 싶어
  - 5. 지미의 꿈속 여행/바닷속 탐험
  - 6. 장기자랑 대회/빙하시대의 부활
  - 7. 총알탄 사나이 지미/애들이 바뀌었어요
  - 8. 놀이공원의 유령/햄스터가 된 지미
  - 9. 선도위원이 된 지미/지미의 가짜 생일
  - 10. 사탕은 이제 그만/거인이 된 선생님
  - 11. 지미를 보호하라/명탐정 지미
  - 12. 아픈 척 반창고/위험한 야영
  - 13. 신나는 파티/게임 속 주인공이 된 쉰
  - 14. 지미의 텔레비전 출연/핀버 박사와 지미의 대결
  - 15. 돌아온 달걀 외계인 1
  - 16. 돌아온 달걀 외계인 2
  - 17. 우승하고 싶어요/오싹오싹 밤샘 파티
  - 18. 멋쟁이가 된 아빠
  - 19. 지미의 이집트 탐험

- 시즌 2
  - 1. 소행성 루비를 찾아서
  - 2. 지미의 시간여행
  - 3. 공포의 지미구단/할아버지가 된 지미
  - 4. 제트퓨전을 구출하라 1
  - 5. 제트퓨전을 구출하라 2
  - 6. 악몽의 할로윈
  - 7. 호수 괴물/반장이 되고 싶어
  - 8. 나노봇 돌아오다
  - 9. 지미의 메리크리스마스
  - 10. 사랑의 묘약
  - 11. 천재소년 쉰
  - 12. 엄마가 최고야/복제인간 지미
  - 13. 크리스탈 달걀 소동/뉴트론 대 위저
  - 14. 연극 대소동
  - 15. 정크맨의 습격
  - 16. 로데오 경기장에 가다/과학경시대회 소동
  - 17. 대단한 가족
  - 18. 부자소년 유스터스
  - 19. 은하계 생존 게임 1
  - 20. 은하계 생존 게임 2
  - 21. 은하계 생존 게임 3

- 시즌 3
  - 1. 트왕키의 공격 1
  - 2. 트왕키의 공격 2
  - 3. 초능력 특공대
  - 4. 영화를 찍읍시다
  - 5. 아빠의 장난감
  - 6. 무인도에 갇히다
  - 7. 지미 대학 가다
  - 8. 미래로 간 아이들
  - 9. 악당총출동 1
  - 10. 악당총출동 2
  - 11. 엄마가 된 칼/또다른 천재를 찾아라
  - 12. 수상한 결혼식
  - 13. 선택된 자 쉰
  - 14. 사람들이 줄었어요
  - 15. 행복한 쇼쇼/마술 대소동
  - 16. 돌아온 악마 지미
  - 17. 천재소년 칼
  - 18. 누가 지미를 모함했나/인형, 살아나다
  - 19. 학교 습격사건/지금은 방송중
  - 20. 화성은 살아있다
  - 21. 우리 아빠는 최강 파워맨/최고는 누구